# Zweite Intifada
Die Zweite Intifada, auch bekannt als „Al-Aksa-Intifada“ bzw. „Al-Aqsa-Intifada“, war ein gewaltsamer Konflikt zwischen Palästinensern und Israelis, welcher sich von Jerusalem und Israel auf den Gazastreifen und das Westjordanland ausweitete. Sie begann am 28. September 2000, nachdem der Oslo-Friedensprozess mit den ergebnislosen Verhandlungen in Camp David gescheitert war. Im Unterschied zur Ersten Intifada setzten radikale Palästinenser auf Terroranschläge in Israel.
Mit dem Abschluss eines Waffenstillstands zwischen dem Präsidenten der palästinensischen Autonomiebehörde Mahmud Abbas und Israels Ministerpräsidenten Ariel Scharon im ägyptischen Scharm el-Scheich im Februar 2005 war die Zweite Intifada offiziell beendet. Folgen waren der Bau der israelischen Sperranlage, die Umsetzung von Scharons Abkoppelungsplan und Armut unter den Palästinensern. Zu Kampfhandlungen und Terrorakten kam es in der Konfliktregion jedoch trotz Phasen wechselseitiger Ruhe weiterhin.

## Politische Besetzungen des Namens
Die Zweite Intifada wird mehrheitlich von arabischen Kreisen auch Al-Aqsa-Intifada (arabisch انتفاضة الأقصى, DMG Intifāḍat al-Aqṣā), nach der Al-Aqsa-Moschee genannt, weil sie nach Darstellung der Palästinenser ihren Ausgangspunkt bei dieser Moschee auf dem Jerusalemer Tempelberg habe. „Intifada“ bedeutet übersetzt „abschütteln“ (gemeint sind Israelisch besetzte Gebiete). Von der israelischen Armee wird die zweite Intifada als „אירועי גיאות ושפל“ („Flut-und-Ebbe-Ereignisse“) bezeichnet. Manche israelische Kreise bezeichnen die zweite Intifada auch als Oslokrieg, in Anspielung auf den gescheiterten Oslo-Friedensprozess. In den Medien wird auch der Ausdruck „Terror-Intifada“ verwendet.

## Der Beginn der Zweiten Intifada
Wie angekündigt besuchte der israelische Oppositionspolitiker Ariel Scharon am 28. September 2000 in Begleitung von bewaffnetem Personenschutz und mehr als 1000 Polizisten den in der Jerusalemer Altstadt unter arabischer Verwaltung stehenden Tempelberg. Nach israelischen Protokollen hatte der palästinensische Sicherheitschef Dschibril ar-Radschub sein Einverständnis für Scharons öffentlich angekündigten Besuch gegeben, sofern dieser keine Moschee betrete.
Zuerst gab es am Besuchstag von Scharon auf dem Tempelberg kleine friedliche Demonstrationen, ansonsten verlief der Besuch ohne Probleme. Am nächsten Tag kam es jedoch zu gewalttätigen Demonstrationen, die in den Folgetagen durch die israelische Polizei unter Waffeneinsatz zurückgedrängt wurden. Dabei wurden vier Personen getötet und etwa zweihundert verletzt, darunter vierzehn Polizisten. Im Gazastreifen und dem Westjordanland begannen daraufhin gewaltsame und bewaffnete Ausschreitungen gegen israelisches Sicherheitspersonal, worauf palästinensische Organisationen und muslimische Kreise die zweite Intifada als allgemeinen, gewaltsamen Aufstand gegen Israel ausriefen. Israelnahe Quellen warfen dem palästinensischen Minister für Medien und Kommunikation vor, er habe eingestanden, die zweite Intifada in taktischem Stil vorher geplant zu haben. Laut dem israelischen Historiker Benny Morris ist es unklar, ob der Aufstand spontan oder auf Befehl der palästinensischen Führung begonnen hat. Morris wirft den palästinensischen Autonomiebehörden vor, nichts zur Beruhigung der Lage beigetragen zu haben.
Israel bezeichnete den Polizeieinsatz als notwendig, um einem Landfriedensbruch vorzubeugen und das Gewaltmonopol des Staates durchzusetzen. Das palästinensische Radio hatte dazu aufgerufen, die Moschee zu verteidigen und die kleine schlecht ausgerüstete palästinensische Polizei habe erklärt, nichts gegen gewaltsame Demonstrationen ohne israelische Intervention unternehmen zu können. War die erste Intifada eher ein Aufstand von Angehörigen der einfachen Bevölkerung, so zeichnete sich bei der zweiten Intifada schnell ein verstärkter Einsatz der radikalen Untergrundgruppen, wie der Hamas, auf Seiten der Palästinenser, mit deutlich höherem Gewalteinsatz und Terror ab.

## Entwicklung
An der zweiten Intifada beteiligten sich sowohl die religiös-politischen Organisationen (Hamas und Islamischer Dschihad), als auch die linken PFLP und DFLP. Seit 2001 verübten auch Arafats al-Aqsa-Brigaden und andere zur eher konservativen Fatah gehörenden Gruppen Selbstmordanschläge. Die Hälfte aller Anschläge geht auf das Konto der Hamas, etwa ein Fünftel auf das des Islamischen Dschihad, rund ein Drittel auf das der al-Aqsa-Brigaden.
Kennzeichnend für den palästinensischen Kampf war der Einsatz von Selbstmordattentätern, vorzugsweise in Bussen und Restaurants. Israel antwortete mit militärischen Operationen gegen die Infrastruktur des Terrors und der gezielten Tötung von Anführern militanter Organisationen und von für die Attentate Verantwortlichen.

### Chronologie

#### 2000
- An der etwa zwei Kilometer südöstlich von Netzarim gelegenen Kreuzung wird bereits am 27. September 2000, also einen Tag vor dem Besuch von Ariel Scharon auf dem Tempelberg, eine israelische Militärpatrouille von palästinensischen Scharfschützen angegriffen und dabei ein israelischer Soldat getötet.[13]

- Tod des zwölfjährigen palästinensischen Jungen Muhammad al-Durrah während einer Schießerei bei Netzarim an derselben Kreuzung vor laufenden Kameras am 30. September 2000. Jedoch ist bis heute umstritten, ob der Junge durch israelische Kugeln ums Leben kam.

- Lynchmord von Ramallah am 12. Oktober 2000 an den beiden israelischen Reservisten Vadim Nurzhitz und Yossi Avrahami. Die Grausamkeit des Vorfalls, der von einem italienischen Fernsehteam gefilmt wird, sorgt international für Entsetzen.[14][15]

- Beschuss von israelischem Gebiet außerhalb des Gazastreifens mit Mörsergranaten und Raketen, vor allem der Stadt Sderot.

- Seit Anfang Oktober 2000 führt die israelische Armee zahlreiche Militäraktionen durch, bei denen sie kurzfristig in Autonomiegebiete eindringt und gesuchte Terroristen festnimmt und die Infrastruktur des Terrors zerstört.[16]

- Nach mehreren Anschlägen mit Autobomben beginnt am 22. Dezember 2000 eine neue Serie palästinensischer Selbstmordattentate. Zuvor gab es laut Angaben der israelischen Regierung 2 Jahre lang keine Selbstmordattentate.[17]

#### 2001
- Am 4. Februar 2001 steuert ein Palästinenser einen Bus in Asur nahe Holon südlich von Tel Aviv absichtlich in eine Sammelstelle für Anhalter. Acht Israelis sterben.[18]
- Am 4. März 2001 sprengt sich ein Hamas-Terrorist nahe dem Marktplatz von Netanja in die Luft. Zwei Frauen und einen alten Mann reißt er mit in den Tod.[18]
- Am 18. Mai 2001 zündet ein Hamas-Terrorist am Eingang des Einkaufszentrums „Hascharon“ in Netanja eine unter dem Mantel verborgene Sprengladung. Fünf Israelis und der Attentäter sterben.[18]
- Am 16. April 2001 wird Israel erstmals mit einer Kassam-Rakete beschossen.[19] Am selben Tag schlagen fünf Mörsergranaten auf dem Stadtgebiet von Sderot ein.
- Am 17. April 2001 beginnt die israelische Armee zur Beruhigung der Lage mit kurzzeitigen Besetzungen von Teilen der Autonomiegebiete. Damit soll die Sicherheitslage stabilisiert, Waffenwerkstätten zerstört, gesuchte Terroristen verhaftet und politischer Druck auf Arafat ausgeübt werden.
- Selbstmordattentat in einer Warteschlange vor einer Diskothek in Tel Aviv im Juni 2001 mit 20 Toten
- Am 9. August 2001 sterben bei einem Selbstmordanschlag in der Jerusalemer Pizzeria Sbarro 16 Menschen, darunter sieben Kinder und eine Schwangere, weitere 130 Menschen werden verletzt.[20][21]
- Gezielte Tötung des PFLP-Führers Abu Ali Mustafa am 27. August 2001
- Ein palästinensischer Selbstmord-Attentäter tötet am 9. September 2001 in Naharija an der Eisenbahnstation drei Israelis, mindestens 46 werden zum Teil schwer verletzt.[22]
- In Elei Sinai werden bei einem Anschlag am 2. Oktober 2001 zwei junge Israelis erschossen und weitere 15 zum Teil schwer verletzt. Die Täter benutzen Schusswaffen und werfen auch mehrere Handgranaten.[23] Am 2. Dezember 2001 wird im gleichen Ort ein Israeli erschossen und vier weitere zum Teil schwer verletzt.[24]
- Am 17. Oktober 2001 wird der israelische Minister für Tourismus, Rechaw’am Ze’ewi in einem Hotel in Jerusalem ermordet.
- Am 28. Oktober 2001 verüben zum ersten Mal von der Palästinensischen Autonomiebehörde angestellte Sicherheitskräfte ein Attentat auf Israelis. Die beiden Attentäter fahren mit ihrem Fahrzeug durch Chadera und schießen mit M-16 Schnellfeuergewehren wahllos auf Passanten. Die Attentäter töten vier Frauen, Lidia Marco 63 Jahre, Ayala Levy 39 Jahre, Sima Menachem 30 Jahre, Smadar Levy 23 Jahre und verletzen 44 Menschen zum Teil schwer, bevor sie von der israelischen Polizei getötet werden.[25]
- Ein palästinensischer Terrorist erschießt am 10. November 2001 vor Kfar Hess den israelischen Sicherheitsbeamten des Moshaw, Aharon Ussishkin (50), zwei weitere Personen werden schwer verletzt.[26]
- Bei einem Granaten-Angriff am 24. November 2001 auf Kefar Darom im Gazastreifen werden ein Israeli getötet und zwei weitere verletzt.[27]
- Am 27. November 2001 töten in Afula zwei palästinensische Attentäter aus Dschenin zwei Israelis und verletzen mehr als 50 zum Teil schwer, als sie auf dem Marktplatz der Stadt mit Maschinengewehren wahllos um sich schießen.[28]
- Am 29. November 2001 zündet ein palästinensischer Selbstmordattentäter eine Bombe in einem Linienbus, als dieser ein Ausbildungscamp der israelischen Armee nahe Chadera passiert. Dabei werden drei Israelis getötet, darunter Inbal Weiss (22) und Ichiav Alshayd (28). Mindestens neun weitere Menschen werden teils schwer verletzt.[29]
- Am 1. Dezember 2001 sterben bei drei Attentaten in Jerusalem zehn Menschen, davon zwei in der Ben-Jehuda-Straße; mehr als 180 werden zum Teil lebensgefährlich verletzt.[30]
- Bei einem Selbstmordattentat in einem vollbesetzten Linienbus in Haifa werden am 2. Dezember 2001 16 Menschen getötet und mehr als 60 verletzt.[31]
- Bei einem palästinensischen Überfall auf einen Bus am 12. Dezember 2001 in Immanuel werden elf Israelis getötet und etwa 30 verletzt. Der israelische Bus wurde bei seiner Einfahrt in die Kleinstadt durch zwei Bombenexplosionen gestoppt, die nach Polizeiangaben vier Insassen in den Tod rissen. Anschließend beschoss mindestens ein Palästinenser den Bus und andere Fahrzeuge und tötete sechs weitere Israelis, bevor er selbst erschossen werden konnte.[32] Eine weitere Person erlag am 25. März 2002 ihren Verletzungen.[33]

#### 2002
- Am 3. Januar 2002 beschlagnahmt Israel das mit illegalen Waffen für die PA beladene Schiff Karine A.[34]
- Ein bewaffneter Palästinenser überfällt am 17. Januar 2002 eine Bat-Mizwa-Gesellschaft in einem Tanzsaal der Stadt Chadera und tötet sechs Menschen, weitere 33 Menschen werden verletzt. Der Täter hatte mit einem Schnellfeuergewehr wahllos auf die Gäste geschossen. Bei dem Attentat sterben Aharon Ben Yisrael-Alis (32), Dina Binayaw (48), Edward (48), Antoli Bakschayaw (63), Avi Yazadi (25) und Boris Melihow (56).[35]
- Beim ersten palästinensischen Selbstmordanschlag mit weiblichem Täter wird an der Straßenkreuzung Jaffa/King George-Street in Jerusalem am 27. Januar 2002 ein Israeli getötet, mehr als 150 Menschen werden verletzt.[36]
- Am 6. Februar 2002 werden in Chamra im Westjordanland Miri Ohana und ihre 11-jährige Tochter Yael in ihrem Haus von einem als israelischen Soldaten verkleideten bewaffneten Terroristen ermordet. Bei dem Angriff wird auch der Reservist Hauptfeldwebel Moshe Mejos Mekonan aus Beit Shean getötet. Sowohl Fatah als auch Hamas bekennen sich zu dem Anschlag.
- Palästinensische Terroristen feuern am 10. Februar 2002 erstmals Kassam-2-Raketen auf Israel ab.[37]
- Am 16. Februar 2002 werden bei einem Selbstmordattentat in Karnei Schomron drei israelische Jugendliche getötet und 27 Menschen verletzt.[38]
- Am 19. Februar 2002 werden nahe dem palästinensischen Dorf Ein Arik sechs Israelis von palästinensischen Terroristen ermordet, ein siebter wird schwer verletzt. Ein Arik befindet sich westlich der Autonomiestadt Ramallah und nördlich der jüdischen Ortschaft Givʿat Seev.[39]
- Bei einem Terroranschlag ermordet am 2. März 2002 ein palästinensischer Selbstmordattentäter im Stadtviertel Beit Israel mindestens neun Menschen und verletzt mindestens 40 weitere Menschen zum Teil schwer. Der Sprengsatz am Körper des Terroristen explodiert gegen 19:15 Uhr Ortszeit in dem von ultra-orthodoxen Juden bewohnten Viertel, als diese am Schabbat aus den Synagogen heimkehren. Die Tat ereignet sich an der Kreuzung Beit Israel/ Haim Ozer Straße. Wie der israelische Rundfunk am Abend weiter meldet, jubelten nach dem Attentat die palästinensischen Einwohner der Autonomiestadt Ramallah auf den Straßen.[40]
- Am 3. März 2002 werden in der Nähe der Ortschaft Ofra zehn Israelis getötet und mindestens sechs zum Teil schwer verletzt, als ein palästinensischer Terrorist an einem Straßenkontrollpunkt mit einem Gewehr wahllos auf israelische Passanten, Soldaten und auch Ersthelfer feuert.[41]
- Am 5. März 2002 zündet ein palästinensischer Selbstmordattentäter in Afula in einem Linienbus eine Bombe. Dabei wird ein Israeli getötet und mindestens 17 weitere verletzt. Am gleichen Tag tötet ein palästinensischer Attentäter in zwei Restaurants im Zentrum von Tel Aviv drei Israelis und verletzt mehr als 30.[42]
- Bei einem Attentat eines Palästinensers in Kerem Atzmona werden in der Nacht vom 7. auf den 8. März 2002 fünf junge Israelis getötet und mindestens 23 zum Teil schwer verletzt. Bei den Todesopfern handelt es sich um Tal Kurtzvail aus Bnei Brak, Asher Marcus, Ariel Zana, sowie Eran Pikar aus Jerusalem, alle 18 Jahre alt. Der Name des fünften Todesopfers ist zu der Zeit noch nicht bekannt.[43]
- Bei zwei Terroranschlägen in Jerusalem und Netanja werden am 9. März 2002 zwölf Israelis getötet und mindestens 105 zum Teil lebensgefährlich verletzt.[44]
- Bei einem Angriff von Terroristen auf einen israelischen Bus in der Nähe der Grenze zum Libanon bei Rosch haNikra werden am 12. März 2002 sechs Israelis getötet und mindestens sieben weitere verletzt.[45]
- Bei einem Selbstmordanschlag eines Palästinensers in einem israelischen Linienbus nahe der Stadt Umm al-Fahm werden am 20. März 2002 mindestens sieben Israelis getötet und mehr als 30 zum Teil schwer verletzt.[46]
- Am 21. März 2002 zündet in der Jerusalemer Innenstadt ein palästinensischer Selbstmordattentäter einen Sprengsatz, tötet drei Menschen und verletzt mehr 60 Menschen zum Teil schwer. Die Todesopfer waren Yitzhak Cohen und das Ehepaar Shemesh aus Pisgat Ze'ev. Tzipi, die im fünften Monat schwanger war und Gad Shemesh hinterlassen zwei Kinder (7 und 3 Jahre alt).[47]
- Am 27. März 2002 werden bei einem Selbstmordanschlag 22 Menschen im Park Hotel in Netanja während des Sederabends, an dem 250 Gäste teilnahmen, getötet und weitere 140 verletzt.[48][49] Die Hamas übernimmt die Verantwortung für den Anschlag. Der Terrorist war ein von Israel gesuchtes Hamas-Mitglied aus Tulkarem.
- Am 28. März 2002 erschießt ein Palästinenser eine vierköpfige jüdische Familie im Westjordanland.
- Am 29. März 2002 werden im Gazastreifen zwei Israelis erstochen und in West-Jerusalem reißt eine Palästinenserin bei einem Selbstmordanschlag zwei Menschen mit in den Tod.[50]
- Bei einem Überfall palästinensischer Terroristen auf Elon Moreh werden am 28. März 2002 zwei jüdische Einwohner getötet und drei weitere verletzt. Die Attentäter drangen am Abend in die Siedlung ein und feuerten mit automatischen Waffen auf die Bewohner in einem Wohnhaus.[51]
- Als Reaktion darauf besetzt die israelische Armee am 29. März 2002 den Amtssitz von Jassir Arafat zwischen Bir Zait und Ramallah. Zuvor hatte der israelische Ministerpräsident Ariel Scharon erklärt, Jassir Arafat sei ein Feind Israels, weil er sich weigere, den Terrorismus zu bekämpfen. Deshalb solle er isoliert, aber nicht verletzt oder getötet werden. Die Muqataa wird dabei teilweise zerstört.[52] Dies bildete den Auftakt der Operation Schutzschild. Sie führte bis zum 10. April 2002 zur Wiederbesetzung der unter palästinensischen Autonomieverwaltung stehenden Gebiete. Ziel der Operation war es, weitere palästinensische Attentate zu verhindern.

- Am 31. März 2002 sterben bei einem erneuten Selbstmordanschlag eines Palästinensers mindestens 15 Menschen, rund 45 werden zum Teil schwer verletzt. Der Selbstmord-Attentäter sprengt sich gegen 14:45 Uhr Ortszeit im Restaurant „Matza“ im Haifaer Stadtteil Neve Sha´anan in die Luft. Inhaber des Restaurants ist ein israelischer Araber und viele Araber verkehren dort. Es galt zuvor als ausgeschlossen, dass palästinensische Terroristen ein arabisches Lokal als Ziel auswählen würden.[53]
- Am 12. April 2002 kostet der Selbstmordanschlag einer Palästinenserin von den Al-Aksa-Brigaden in Jerusalem sechs Tote und rund 60 Verletzte, davon 7 Schwerverletzte. Die Attentäterin sprengte sich unweit des Mahane-Yehuda-Marktes an einer Bushaltestelle in die Luft an der ein Linienbus stand.[54]
- Am 16. Juni 2002 beginnt der Bau der israelischen Sperranlage zum Westjordanland, die das Einsickern von Attentätern verhindern soll. Das israelische „Intelligence and Terrorism Center“ verzeichnet ab Baubeginn eine signifikante Reduzierung tödlicher Selbstmordanschläge.
- In der Nacht vom 28. zum 29. Juni 2002 erfolgt nach viertägiger Belagerung die Sprengung der Muqataa (Gefängnis und Polizeizentrale) von Hebron, in der sich 15 Militante verschanzt hatten.
- Wiedereröffnung des Internierungslagers im Militärlager Ofer bei Baituniya südwestlich von Ramallah (seit 2006 von der zivilen Gefängnisverwaltung betreut)

#### 2003
- Am 5. Januar 2003 sprengen sich zwei Attentäter im Süden von Tel Aviv nahezu zeitgleich und nur wenige hundert Meter voneinander entfernt in die Luft. Sie reißen 23 Menschen mit in den Tod und verletzten 100 weitere Menschen, mehrere Gebäude werden beschädigt. Zu den Anschlägen bekennen sich der Islamische Dschihad in Palästina und die Al Aksa-Brigaden.[55]
- Am 19. August 2003 verübt die Hamas einen Selbstmordanschlag auf einen Bus im Jerusalemer Stadtteil Shmuel Hanavi. Dabei sterben 23 Personen, darunter 5 Kinder und 2 Säuglinge; 130 weitere werden zum Teil schwer verletzt.
- Am 4. Oktober 2003 sprengt sich eine 29-jährige palästinensische Selbstmordattentäterin im Restaurant Maxim in Haifa in die Luft, 19 Menschen werden mit in den Tod gerissen. Weitere 60 Menschen werden verletzt, von denen 2 später ihren Verletzungen erliegen.
- Am 18. Oktober 2003 werden drei israelische Soldaten in der Nähe der Siedlung Ofra aus einem Hinterhalt erschossen.

#### 2004
- Am 29. Januar 2004 werden elf Menschen in Jerusalem bei einem palästinensischen Selbstmordanschlag in einem Bus getötet.
- Die beiden großen Militäraktionen „Operation Regenbogen“ und „Tage der Buße“ im Frühjahr bzw. Herbst 2004.
- Am 22. März 2004 tötet die israelische Armee den spirituellen Führer der Hamas, Scheich Ahmad Yasin.
- Am 17. April 2004 wird auch sein Nachfolger Abd al-Aziz ar-Rantisi durch einen gezielten israelischen Raketenangriff getötet.

#### 2005
Erste Gespräche zur Beendigung der Gewalt begannen nach der Wahl zum Präsidenten der Palästinensischen Autonomiebehörde am 26. Januar 2005 zwischen Dov Weissglas, einem Berater des israelischen Ministerpräsidenten, und dem palästinensischen Verhandlungsminister Saeb Erekat statt. Es wurde ein Rückzug aus Ramallah, Tulkarem, Kalkilya und Jericho und ein Aussetzen der Politik der gezielten Tötung von militanten Führern von Palästinenserorganisationen vereinbart. Auch Einsätze der palästinensischen Polizei zur Verbesserung der Sicherheitslage wurden vereinbart.
Am 8. Februar 2005 hatten sich Abbas und Scharon in Scharm El-Scheich zum ersten Gipfel seit Beginn der Intifada getroffen, auf dem ein Waffenstillstand vereinbart wurde. Dieser Tag gilt als Ende der zweiten Intifada. Die besonders kritisierte Praxis der Zerstörung der Wohnhäuser von Terrorverdächtigen wurde ebenso wie die gezielten Tötungen seit Mitte Februar 2005 mit Ende der 2. Intifada eingestellt. Als Gastgeber dieses Treffen waren der ägyptische Präsident Husni Mubarak und Jordaniens König Abdullah II. anwesend. Die Hamas erklärte allerdings am Nachmittag, dass sie sich an die Vereinbarung nicht gebunden fühle. Man werde die Ruhe nur dann einhalten, wenn sich Israel zur Freilassung aller etwa 8.000 palästinensischen Häftlinge verpflichte.

## Bericht
Human Rights Watch veröffentlichte am 30. November 2001 einen Bericht, in dem der Palästinensische Autonomiebehörde und Jassir Arafat schwere Vorwürfe gemacht wurden. So würden in palästinensischen Gefängnissen Gefangene gefoltert und erhielten nur selten einen fairen Prozess. Es befänden sich derzeit mindestens 450 Palästinenser ohne Anklage in Haft. Seit Beginn der Intifada im September vergangenen Jahres seien bereits fünf Personen gestorben, drei davon an den Folgen der Folter. Die meisten der Inhaftierten seien mutmaßliche Kollaborateure Israels oder hätten Land an Israelis verkauft. Auch wurde Jassir Arafat und der Palästinensischen Autonomiebehörde vorgeworfen, nichts zur Aufklärung der rund 30 Morde an angeblichen Kollaborateuren unternommen zu haben. Human Rights Watch verurteilte zudem, dass Arafat die Festnahme von palästinensischen Terroristen verweigere, die Anschläge auf Israelis verübt haben oder Terroristen bereits nach kurzer Zeit ohne Gerichtsverhandlung wieder aus der Haft entlasse.

## Opferzahlen
Die Israelis zählten in den 1558 Tagen der Al-Aqsa-Intifada 460 Angriffe mit Kassam-Raketen und 20.406 Anschläge, darunter 138 Selbstmordanschläge und 13.730 Schussüberfälle. Nach Angaben der Zeitung Jedi’ot Acharonot wurden 1.036 Israelis getötet, davon 715 Zivilisten, und 7.054 verletzt. Nur für die Selbstmordanschläge gilt: „Seit Beginn der Intifada (September 2000) wurden bei 143 Selbstmordanschlägen 513 Israelis getötet und 3.380 verletzt. Die Anschläge wurden von 160 Selbstmordattentätern und -täterinnen durchgeführt.“
Auf palästinensischer Seite gab es 3.592 (nach palästinensischen Quellen 3.336) Tote, davon 985 Zivilisten. Israel bezeichnet 959 von ihnen als Terroristen. 208 Palästinenser wurden gezielt getötet. Über 600 palästinensische Tote waren Mitglieder der Sicherheitsdienste der Autonomiebehörde (Geheimdienste oder Polizei).
Gemäß einer Statistik des „Anti-Terror-Instituts“ beim Herzlia Interdisciplinary Center starben 126 palästinensische Frauen und mehr als doppelt so viele israelische Frauen (285). 365 Palästinenser wurden von ihren eigenen Landsleuten getötet, in der Regel im Rahmen von Blutrache, Ehrenmorden und Lynchjustiz an tatsächlichen oder vermeintlichen Kollaborateuren.
Nach Angaben der NGO B’Tselem töteten Palästinenser nach Beginn der Zweiten Intifada Dutzende palästinensischer Zivilisten wegen des Vorwurfs der Zusammenarbeit mit Israel. Die Opfer wurden teils bei Morden von Organisationen getötet; teils durch Sicherheitskräfte der Palästinensischen Autonomiebehörde infolge Folter oder bei Fluchtversuchen, teils wurden sie von Menschenmassen gelyncht.

## Ökonomische Folgen
Die Zweite Intifada hatte auf beiden Seiten starke negative Auswirkungen auf die wirtschaftliche Situation. Im Westjordanland lag das reale Pro-Kopf-Bruttosozialprodukt 2002 um 22 Prozent niedriger als im Jahr 2000. Die durchschnittliche Arbeitslosenquote stieg von 7,5 Prozent kurz vor Ausbruch der Intifada auf 28,2 Prozent im Jahr 2002. Die Löhne gingen zurück, vor allem unter den ungebildeten Arbeitskräften, die vorher in Israel zu höheren Löhnen beschäftigt waren. Das Büro des Sonderkoordinators der Vereinten Nationen in den besetzten Gebieten (UNSCO) schätzte den Schaden für die palästinensische Wirtschaft im ersten Quartal 2002 auf über 1,1 Mrd. USD, verglichen mit einem jährlichen BIP von 4,5 Mrd. USD.
Der ökonomische Schaden für Israel, insbesondere infolge eines drastischen Rückgangs des Tourismus, belief sich nach Schätzungen der israelischen Handelskammer auf 35–45 Mrd. US-Dollar, verglichen mit einem BIP von 122 Mrd. USD im Jahr 2002. Nach 2003 erholte sich die Wirtschaft Israels allerdings rasch.

## Weitere Entwicklung
Der auf dem Gipfeltreffen von Scharm-El-Scheich vereinbarte Friedensdialog wurde von Anschlägen überschattet. Am 26. Februar 2005 sprengte sich ein palästinensischer Selbstmordattentäter in Tel Aviv in die Luft. Bei der Explosion wurden 5 Israelis getötet und rund 50 Menschen verletzt. Der Islamische Dschihad übernahm die Verantwortung für das Attentat.
Am 18. März 2005 begann Israel mit der Räumung der besetzten palästinensischen Städte. Gleichzeitig konnte Mahmud Abbas mit der Hamas und dem Islamischen Dschihad eine bis Ende des Jahres gültige Waffenruhe mit Israel aushandeln.
Als Ende der Waffenruhe gelten die Raketen- und Mörserangriffe auf jüdische Ortschaften im und in der Nähe des Gazastreifens vom 15. Juli 2005. Die israelische Armee reagierte mit gezielten Tötungen auf vier Mitglieder der Hamas in Gaza und drei weiteren in Salit im Westjordanland. Trotzdem setzte Israel seinen Plan der einseitigen Abkoppelung im August um.

## Gerichtliche Verfahren
- Ein US-Bundesgericht in New York verurteilte im Februar 2015 die Palästinensische Autonomiebehörde und die Palästinensische Befreiungsorganisation (PLO) wegen Attentaten in Israel zur Zahlung von 218 Millionen Dollar (192 Millionen Euro) an Opfer aus den USA. Die Geschworenen befanden die Angeklagten wegen sechs Anschlägen zwischen 2002 und 2004 für schuldig. Bei den Anschlägen hatte es insgesamt 33 Tote und mehr als 390 Verletzte gegeben. Elf Opferfamilien hatten vor dem Bundesgericht auf Schadenersatz geklagt. Die Geschworenen gaben der PLO und der Autonomiebehörde eine Mitschuld an den Anschlägen. Diese wurden von Mitgliedern der radikalislamischen Hamas und den Al-Aksa-Märtyrerbrigaden ausgeführt, von denen einige auf der Gehaltsliste der Palästinenserbehörde beziehungsweise der PLO gestanden haben sollen. Die palästinensische Seite kündigte Berufung gegen das Urteil an.[62]

- Das Bezirksgericht in Jerusalem sprach am 8. Juli 2019 die Palästinensische Autonomiebehörde und die Palästinensische Befreiungsorganisation (PLO) für schuldig an 17 Terrorattacken während der Zweiten Intifada. Sie seien mitverantwortlich für die Taten von Terror-Organisationen wie der Hamas und dem Islamischen Dschihad. Das Urteil belege, dass die Intifada kein Volksaufstand war, sondern ein absichtlicher und geplanter Krieg gegen die israelische Zivilbevölkerung, sagte die Vertreterin der geschädigten Familien, Nitzana Darschan-Leitner. Begründet wurde das Urteil damit, dass die PA und die PLO keine staatlichen Organe seien und somit bei Schadensersatzforderungen nicht durch Immunität geschützt. Sie hätten Stipendien an gefangene Terroristen bezahlt und getötete Attentäter verherrlicht, indem sie etwa Straßen, Schulen und öffentliche Plätze nach ihnen benannt hätten. Die PA habe außerdem die Waffen für die Erschießung der Zivilisten finanziert. Die Palästinensische Autonomiebehörde sollte für 40 Prozent der Kompensationen aufkommen, die Täter für den Rest. Bei den verhandelten 17 Terrorattacken waren 34 Israelis getötet und sieben verletzt worden.[63]